# سرجو مونتاناری
سرجو مونتاناری (ایتالیایی: Sergio Montanari؛ ۲۲ اکتبر ۱۹۳۷ – ۲۳ مارس ۱۹۹۹) تدوین‌گر اهل ایتالیا بود.
از فیلم‌هایی که وی در آن‌ها نقش داشته‌است، می‌توان به هفت ضربدر هفت، جنگ ستارگان ورای بعد سوم، بداندیش ۲۰۰۰، سیه‌پر نر، بی‌اخلاق، جانگو، پرندگان، زنبورهای عسل و ایتالیایی‌ها، هرج‌ومرج بزرگ، اگه خدا ببخشه من نمی‌بخشم، ده‌هزار دلار برای یک قتل‌عام، پاپاراتزی، مأموران آتش‌نشانی، از بلوندها متنفرم، عشاق و دیگر وابستگان، عشق و انرژی، ماجراهای هرکول، شیفتهٔ جولیا و امروز می‌کشیم، فردا می‌میریم! اشاره نمود.